# Universitas Bengkulu
Universitas Bengkulu är ett universitet i Indonesien.   Det ligger i provinsen Bengkulu, i den västra delen av landet, 600 km nordväst om huvudstaden Jakarta. 